# Национални пут Јапана 374
Национални пут Јапана 374 је Национални пут у Јапану, пут број 374, који спаја градове Бизен и Цујама, укупне дужине 60,4 км.

## Главне раскрснице
Национални пут Јапана 2
Национални пут Јапана 250
Национални пут Јапана 484
Национални пут Јапана 179
Национални пут Јапана 53